# DR-Baureihe 119
Die Baureihe 119 bezeichnet in Rumänien gebaute Diesellokomotiven der Deutschen Reichsbahn. Bei der Harmonisierung der Nummernpläne der beiden deutschen Staatsbahnverwaltungen erhielten sie 1992 die Baureihenbezeichnung 219.

## Geschichte

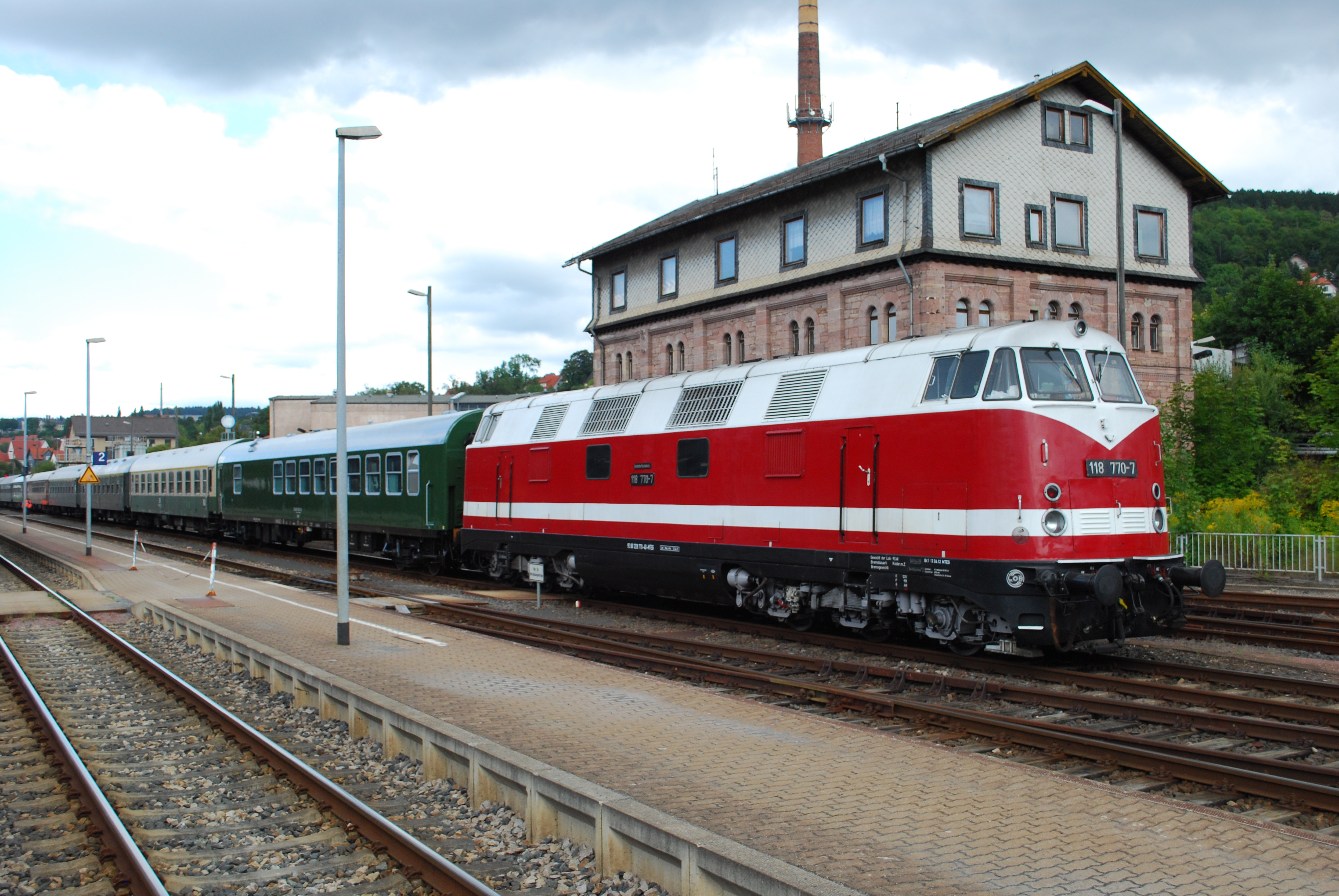
Grundlage für die Weiterentwicklung war die DR-Baureihe 118.2–4

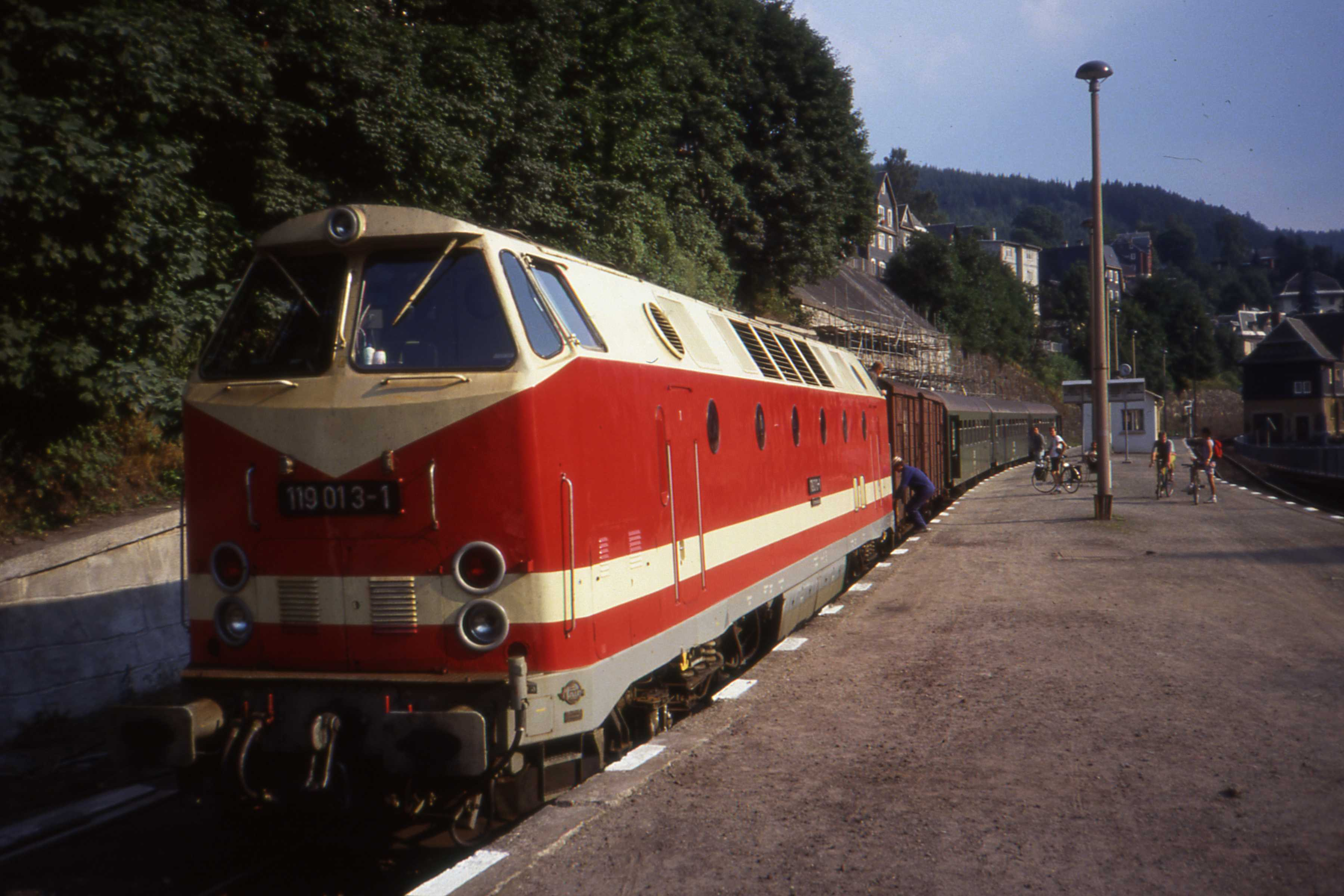
Lok 119 013 mit Gepäck- und Personenwagen in Lauscha (Nebenstrecke Coburg–Ernstthal am Rennsteig)

Die Baureihe 119 der Deutschen Reichsbahn entspricht in der Grundkonzeption einer Weiterentwicklung der erfolgreichen Reihe 118. Die DR benötigte ab Ende der 1970er Jahre 250 Lokomotiven mit elektrischer Zugheizung, einer Achsfahrmasse von unter 16 Tonnen und einer Leistung von über 2000 PS.
Die Wirtschaft der DDR sollte nach den RGW-Beschlüssen keine Großdiesellokomotiven mehr bauen. Die Lokomotivbauer in der UdSSR konnten nur schwere Maschinen (Baureihen 130–132 und 142) mit einer Achslast von 20 t und mehr liefern. Der einzige Hersteller, der bereit war, auch das Baukastenprinzip zu übernehmen, war die Lokomotivfabrik »23. August« in Bukarest. Der rumänische Hersteller erklärte sich auch bereit, Dieselmotoren aus DDR-Produktion einzubauen. Zum Einbau dieser Motoren kam es beim Hersteller nicht, da es Koordinierungsprobleme in der staatlichen Plankommission der DDR gab. Um den Auftrag erfüllen zu können, baute die Bukarester Fabrik Lizenz-Motoren des westdeutschen Herstellers MTU ein.
Weitere Länder des RGW erhielten Zulieferaufgaben. Aus der Produktion der DDR wurden u. a. Strömungs- und Achsgetriebe geliefert.
Die Baumusterlokomotive 119 001 war im Sommer 1976 fertiggestellt, allerdings fehlte noch der Heizgenerator. Schon die Versuchsfahrten waren nicht befriedigend.
Im Januar 1977 traf die Lok zu weiteren Probefahrten in Halle ein, im Oktober wurde die 119 002 als erste Lokomotive der Baureihe abgenommen. Die Lokomotiven der Nullserie 119 003 bis 025 hatten die gleichen Probleme wie die Baumuster.
Insgesamt wurden von der Deutschen Reichsbahn von 1976 bis 1985 200 Lokomotiven beschafft. Die Weiterbeschaffung wurde wegen anhaltender Probleme und großer Unzuverlässigkeit der Lokomotiven gestoppt. Der Betrieb der Maschinen war von Anfang an von Unzulänglichkeiten und Problemen gekennzeichnet. In der Anfangszeit standen 50 Prozent der Fahrzeuge zu Reparaturen in den Werkstätten.
Bereits vor der Indienststellung der einzelnen Triebfahrzeuge bei der Deutschen Reichsbahn erfolgten, hauptsächlich im RAW Karl-Marx-Stadt (später Chemnitz), zahlreiche Umbau- und Wartungsarbeiten – die „Germanisierung“ bzw. „Eindeutschung“, wie das Wartungspersonal sie nannten, weil in Rumänien gefertigte Bauteile durch solche aus DDR-Fertigung mit besserer Qualität ersetzt wurden.
Problematisch war besonders die teilweise inakzeptable Qualität der bezogenen Lokomotiven, die – genau genommen – erst ab Nummer 028 als „in Serie gefertigt“ bezeichnet werden können.
Die hohe Störanfälligkeit führte schnell zu Ersatzteilproblemen. Diese versuchte man nach dem Prinzip „aus zwei mach eins“ zu verringern, im Volksmund als „Ersatzteil-Kannibalismus“ bezeichnet. Das Konstruktionsprinzip mit zwei relativ selbständigen Antriebseinheiten bot da für DDR-Verhältnisse eine annehmbare Gelegenheit. Wenn beispielsweise ein zweites Triebfahrzeug mit Motorschaden in die Werkstatt kam, wurden häufig die Motoren so getauscht, dass man ein Triebfahrzeug wieder fahrfähig bekam und es „bereitmelden“ konnte.
Dadurch entstanden unfreiwillige „Ersatzteilspender“. Solche Triebfahrzeuge bekamen teilweise zeitlich vorgezogene höhere Instandsetzungsstufen. Die beiden abweichenden Baumusterlokomotiven 119 001 und 002 wurden schon in den 1980ern ausgemustert und zerlegt. Da nach der Ölkrise auch die DR verstärkt auf Streckenelektrifizierung setzte und wegen der großen Unzufriedenheit mit der Baureihe 119 wurde der Liefervertrag mit dem Hersteller nach 200 Lokomotiven gekündigt. Ursprünglich war geplant, 250 Lokomotiven mit der Option auf weitere Lieferungen abzunehmen.
In der Vertragsgestaltung hatte die Deutsche Reichsbahn die Austauschbarkeit der in Lizenz gebauten Mercedes-Benz-Motoren – Typ M 820 SR – durch 12KVD-Motoren aus DDR-Produktion gefordert. Dies ermöglichte einen umfangreichen Umbau der Triebfahrzeuge, bei denen außer den Dieselmotoren – eingebaut wurden 12KVD21-AL4 mit 900 kW (1225 PS) – auch die Achsaufhängungen und andere störanfällige Komponenten gegen Bauteile aus eigener Produktion ausgetauscht wurden.
Damit verringerten sich auch die Ausfälle. Trotzdem waren meist 20 bis 30 Prozent der Fahrzeuge in Reparatur. Der hohe Schadbestand dieser Baureihe sorgte schnell dafür, dass die Fahrzeuge als U-Boot (wegen der runden Maschinenraumfenster und weil sie so oft in den Werkstätten abtauchten) oder gar verspottend als Karpatenschreck und Ceaușescus Rache bezeichnet wurden. Mit einer Nennleistung von 1980 kW (2700 PS) waren sie die stärksten Maschinen der DR, die ohne weiteres auf Nebenstrecken eingesetzt werden konnten, da ihre maximale Achslast nur 16 t betrug.
Der ursprüngliche Plan, mit modernen Komponenten der 119 die alten 118 der DR zu modernisieren und am Leben zu erhalten, misslang. Im Gegenteil: die Lokomotiven der Baureihe 119 wurden mit Ersatzteilen für die Baureihe 118 erst einsatztauglich gemacht.
Anfang der 1990er Jahre wurden erneut alle Motoren gegen die neueste Version 12KVD21-AL5 mit 1100 kW (1500 PS) getauscht und auch die Getriebe angepasst, sodass nunmehr dauerhaft eine Traktionsleistung von 1800 kW (2400 PS) zur Verfügung stand.

### Baureihe 229

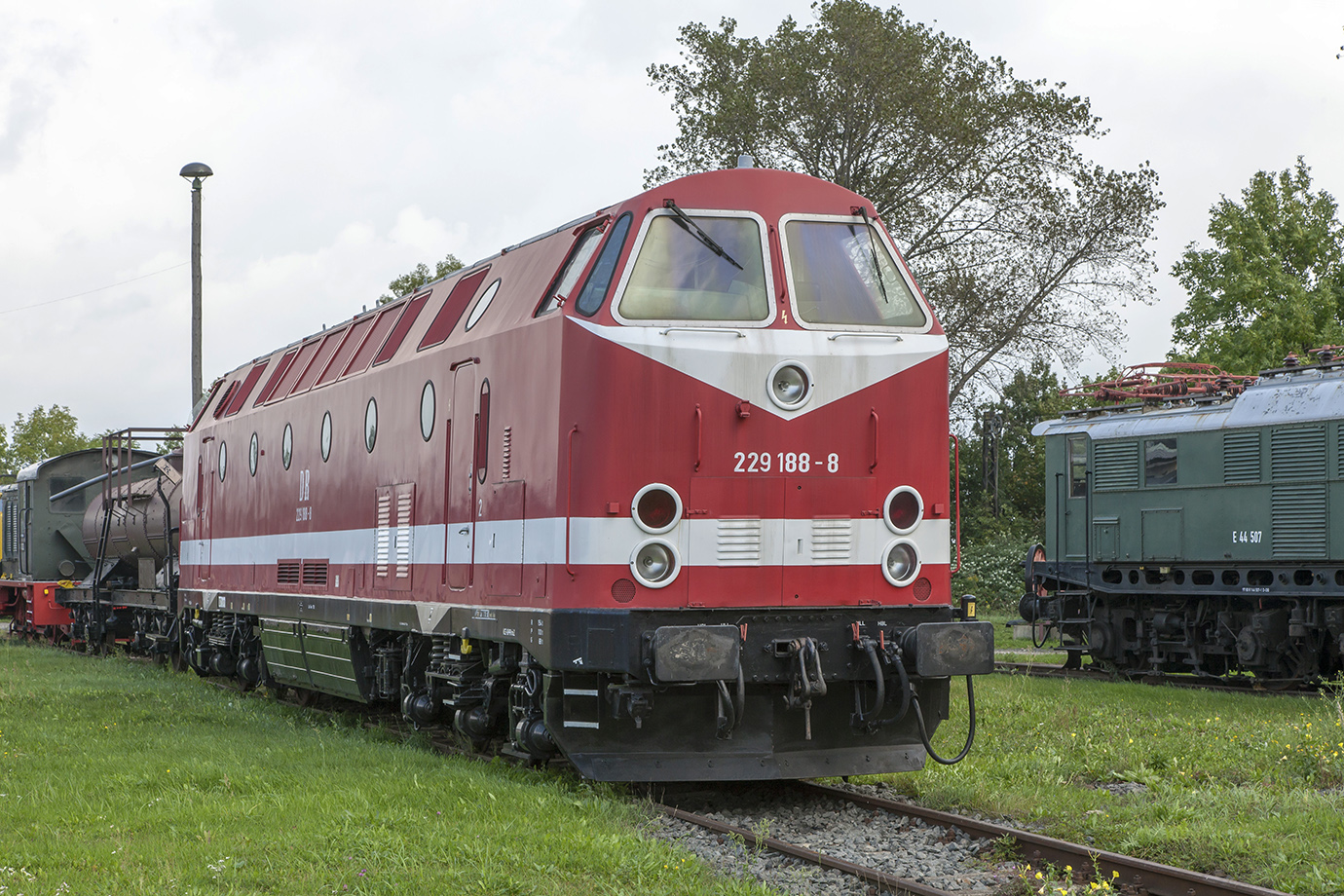
229 188 im September 2016 im Eisenbahnmuseum Weimar in Thüringen

Mit dem Zusammenschluss der beiden deutschen Bahnen gab es noch einmal einen Versuch, die Baureihe zu modernisieren. Dabei wurde eine 20 Maschinen umfassende Fahrzeugserie bei Krupp in Essen vollständig umgebaut. Diese Maschinen erhielten die Baureihenbezeichnung 229 und behielten ihre Ordnungsnummer bei. Neben einer deutlichen Leistungssteigerung durch neue Motoren wurde die zulässige Höchstgeschwindigkeit bei diesen Fahrzeugen auf 140 km/h heraufgesetzt, um sie auch im InterCity-Verkehr von und nach Berlin einsetzen zu können, da zu diesem Zeitpunkt noch Lücken im elektrifizierten Hauptbahnnetz der DR bestanden. Jeder Motor trieb einen 400 kVA-Heizgenerator an, so dass auch bei langen ICs genügend elektrische Leistung erbracht wurde. Am 2. April 1992 rollte die erste 229, die 229 100, aus den Krupp-Werkhallen.
Insbesondere während der Elektrifizierung der Berliner Stadtbahn übernahmen mit Lokomotiven der Baureihe 229 bespannte InterCitys im Bahnhof Michendorf bei Potsdam Reisende aus ICE-Zügen, um sie über die Stadtbahn nach Berlin-Mitte zu bringen. Die ICEs verkehrten bis zur Fertigstellung der Elektrifizierung der Stadtbahn über den Berliner Außenring nach Lichtenberg.
Die 229 113 wurde am 9. April 1993 bei einem Frontal-Zusammenstoß nahe Berlin-Wannsee schwer beschädigt. Sie wurde bis September 1994 im Ausbesserungswerk Chemnitz wieder neu aufgebaut.
Die Kosten der Modernisierung einer Maschine erreichten fast den Preis für eine Neubaulokomotive, so dass diese nach der ersten Serie abgebrochen wurde. Die umgebauten Fahrzeuge waren in Berlin-Pankow beheimatet. 1995 wurden alle Maschinen nach Erfurt/Thüringen abgegeben. Mitte 2001 wurden sie abgestellt. Einige 229er waren bis vor einigen Jahren noch bei DB Bahnbau (2013) oder der Mitteldeutschen Eisenbahn GmbH (2014) (MEG, DB-Tochterunternehmen) im Einsatz.

### 219 158-3

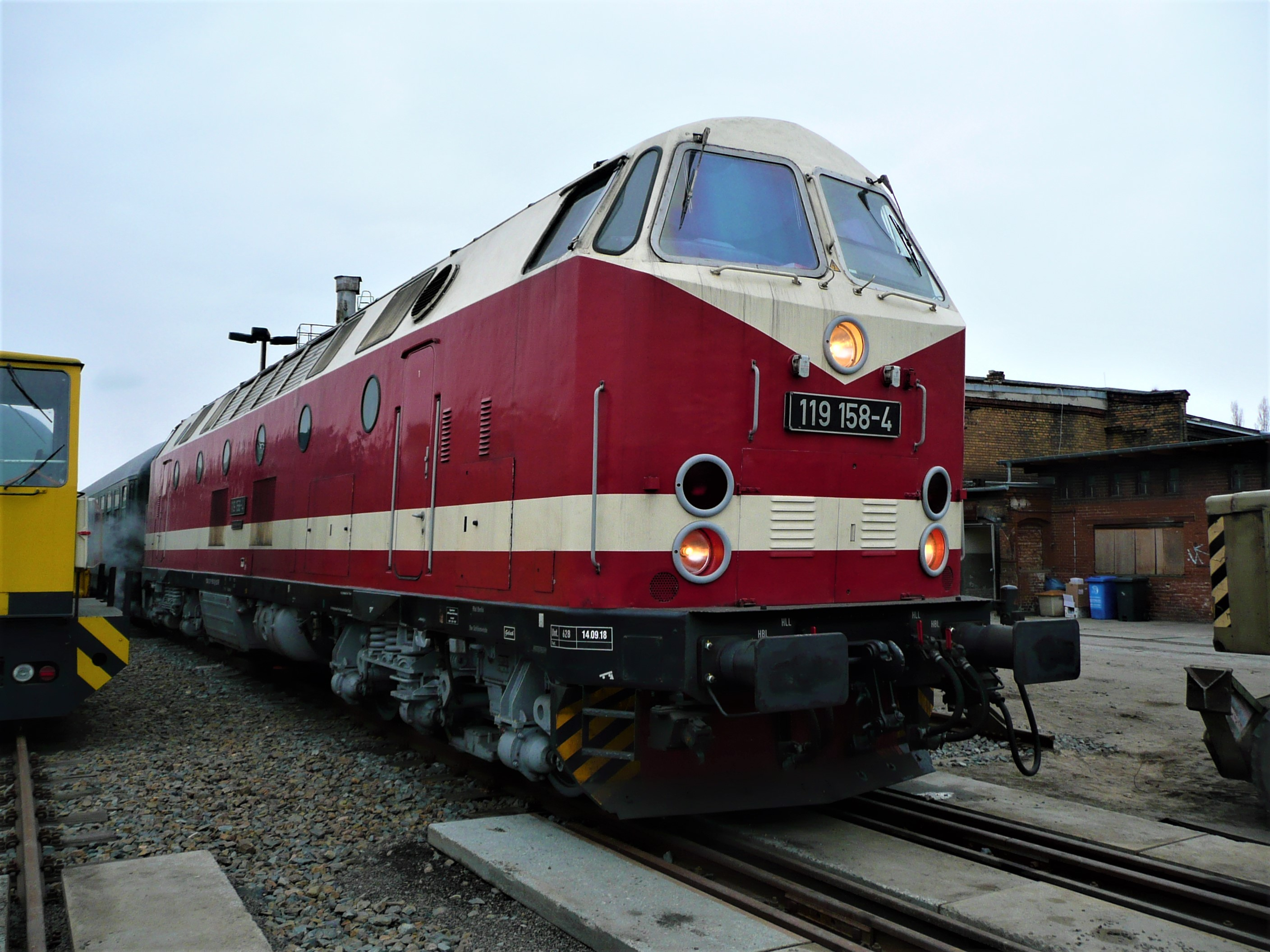
Museumslok 119 158-4 im Bw Berlin-Schöneweide (2019)

Im Jahr 2001 gab es ein letztes Angebot des betreuenden Werkes Chemnitz. Dort wurde eine Rekonstruktion mit Umrüstung auf den neuen DB-Einheitsführerstand, zwei neuen Motoren von Caterpillar mit Nennleistungen von je 1500 kW und weiteren Neuerungen konzipiert. Der Prototyp (219 158-3) blieb ein Unikat, da DB Regio kein Interesse mehr an Diesellokomotiven hatte und die flächendeckende Umstellung auf Triebwagen beschlossen wurde. Das Einzelfahrzeug wurde 2003 dem DB Museum übergeben. Sie ist vom DB Museum an die Dampflokfreunde Berlin e. V. verliehen. Diese Lok ist für Sonderfahrten als 119 158-4 im Einsatz. Sie erhielt den reichsbahntypischen Anstrich und passende Anschriften, derzeit ist sie im Bahnbetriebswerk Berlin-Schöneweide stationiert. Die Lok besitzt den Spitznamen „Goliath“, der auch angeschrieben ist.

## Aufbau

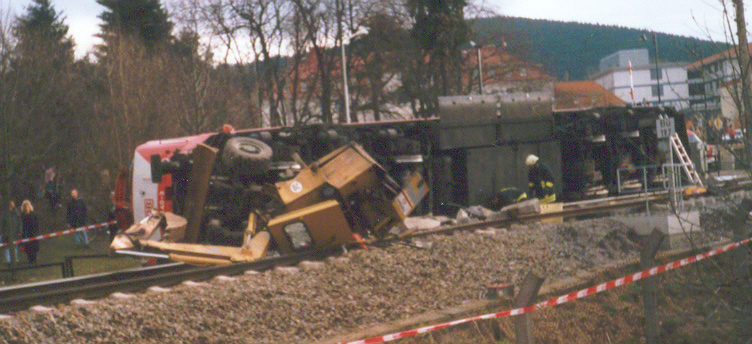
Entgleiste 219 in Ilmenau (2000)

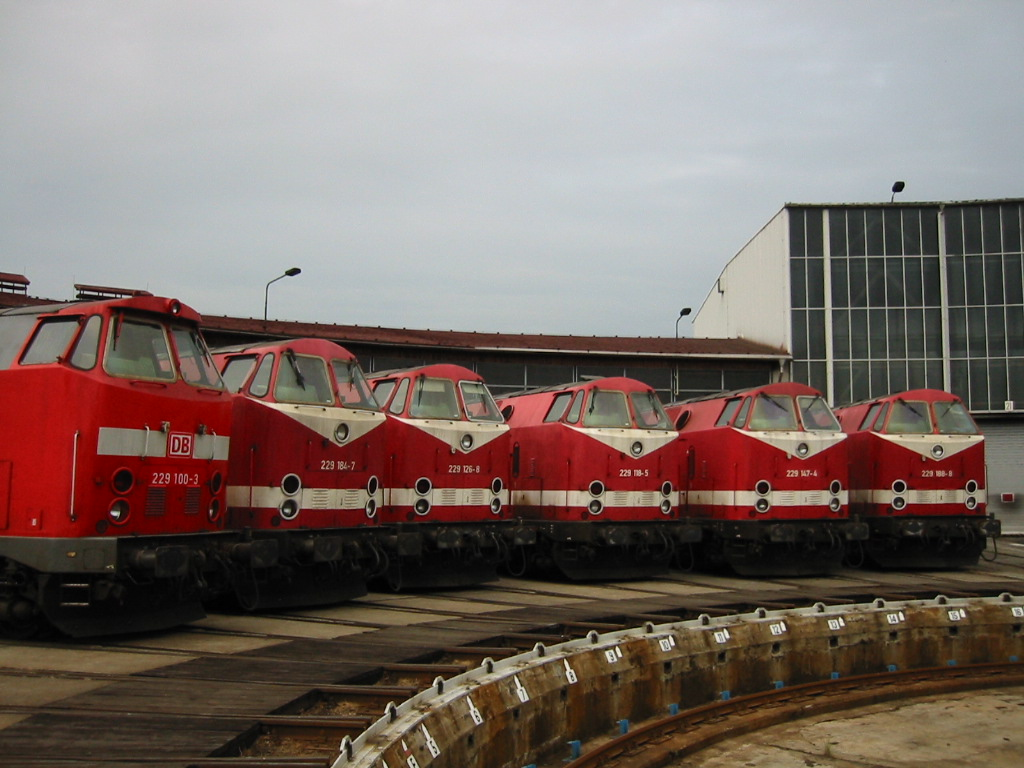
„U-Boot-Parade“ in Gera (2002), links mit Spitzensignal oberhalb der Frontscheiben

Der Kasten ist als geschweißte und selbsttragende Stahlkonstruktion ausgeführt. Er läuft auf zwei dreiachsigen Drehgestellen. Die Radsätze sind schraubengefedert, sie werden durch Lemniskatenlenker geführt. Die Sekundärfederung besteht aus Flexicoil-Schraubenfedern. Die Kopfstücke tragen die Zug- und Stoßeinrichtung in Form von Seitenpuffern und Schraubenkupplungen, sie sind mit Einheitszugkästen auf den Einbau von Mittelpufferkupplungen vorbereitet. Zwei Dieselmotoren stehen jeweils hinter dem Führerstand und geben ihre Leistung an zwei unter den Führerständen angeordnete Strömungsgetriebe ab. Die Zweiwandlergetriebe hatten für 120 km/h Höchstgeschwindigkeit eine zu große Spreizung. Die Zugkraftkennlinie der Lok litt darunter.
Zwischen den Motoren steht ein Heizgenerator, der von beiden Motoren direkt über eine Strömungskupplung angetrieben wird. Dieser Doppelantrieb mit faktisch starrer Kopplung beider Motoren verursachte von Anfang an Probleme sowohl mit den originalen Woodward-Dieselmotorreglern als auch mit den späteren elektronischen Reglern. Über dem Heizgenerator ist die Kühlanlage eingebaut. Auf dem damals modernsten Stand der Technik war demgegenüber die Zugheizanlage. Sie ist ein Thyristorumrichter mit Gleichstromzwischenkreis, der auch blindstrombelastende Fahrzeuge versorgen kann.
Ab Loknummer 116 befand sich das dritte Spitzensignal nicht mehr oberhalb, sondern unterhalb der Frontscheiben, dabei entfiel auch der Dachvorbau über den Stirnfenstern.
Mitte der 1990er Jahre begann das Betriebswerk Chemnitz, die noch vorhandenen Fahrzeuge mit zeitmultiplexer Wendezugsteuerung (ZDS/ZWS) auszurüsten. Nur ein Teil der Lokomotiven erhielt auch die Rechnerschränke. Mit der Umrüstung wurde die Steuerung von Stufensteuerung auf Auf-Ab-Steuerung umgebaut. Zusätzlich erhielten die Lokomotiven eine Betätigungsmöglichkeit der Türsteuerung durch den Lokführer.

## Farbvarianten

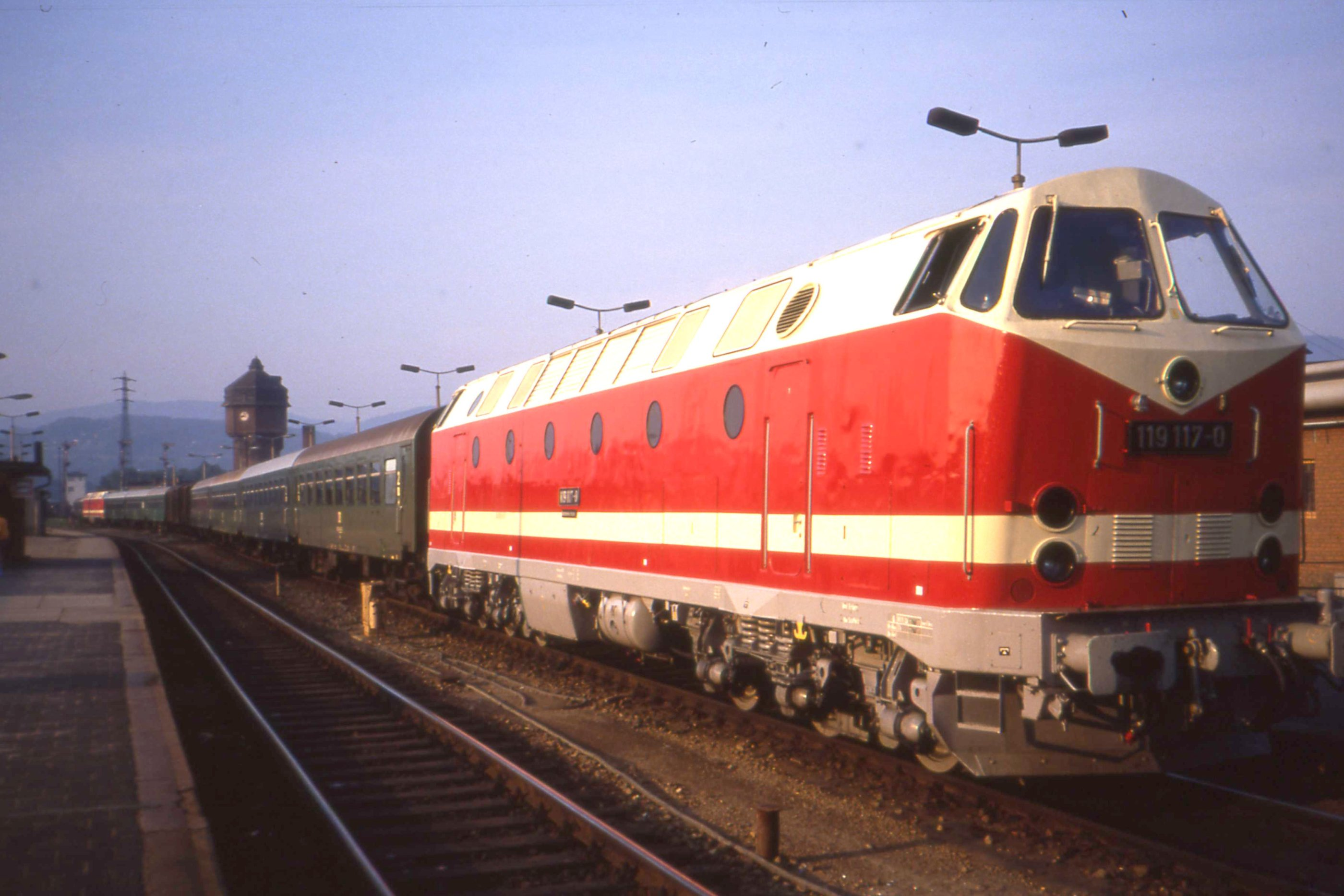
119 117 der DR (1991): rot mit weißem Dach sowie grauem Rahmen und Fahrwerk

Ausgeliefert wurde die Baureihe 119 ab Werk in einem helleren Rot als dem Standardfarbton. Erst bei Neulackierungen im Rahmen von Raw-Aufenthalten wurde teilweise das Bordeauxrot gemäß dem Farbschema der Deutschen Reichsbahn benutzt.
Die Bauchbinde war in der Standardfarbe hellelfenbein gehalten, ebenso das Dach, welches an den Stirnseiten in einem flachwinkligen gleichfarbigen Dreieck auslief. Der Rahmen war schwarz, das Fahrwerk grau. Später wurden die Rahmen einschließlich der Frontschürze ebenfalls grau gehalten. Ab 1984 bekamen einige Loks den sogenannten Sparlack, die Bauchbinde wurde nur noch an den Stirnseiten angebracht. Nach dem Übergang zur Deutschen Bahn AG wurden die Fahrzeuge im Farbschema orientrot mit weißem Lätzchen lackiert. Ab Ende 1997 folgte das verkehrsrote Schema mit weißem Balken auf der Front. Neben den 20 Exemplaren der DB-Baureihe 229 (Neurot) erhielten auch elf 219er diese Lackierung.

## Einsatz
Klassische Standorte zu DR-Zeiten waren Probstzella, Saalfeld, Halle/G, Gera, Oebisfelde, Salzwedel, Halberstadt und Schwerin, wobei Halberstadt einige Jahre keine Lokomotiven dieses Typs beheimatete. Erst 1997 mit der Abgabe der Lokomotiven der Baureihe 232 an DB Cargo wurde diese Baureihe wieder zugeführt. Inzwischen ist die Ära der Baureihe 219 zu Ende gegangen. Der Großteil der Mitte 2000 noch ca. 150 erhaltenen 219 wurde bis 2004 verschrottet (überwiegend in Espenhain, Rockensußra, Köln und im Aw Chemnitz).

## Verbleib

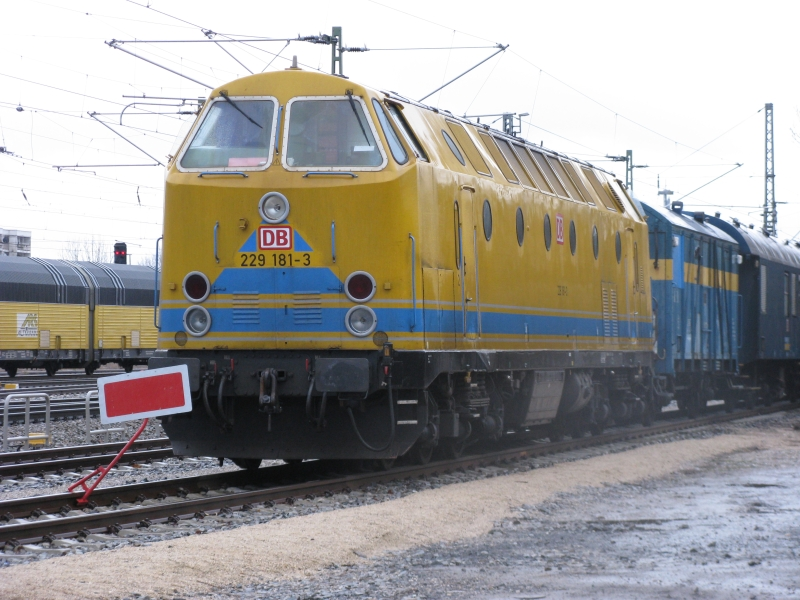
229 181 in München-Feldmoching (2009)

Von der Baureihe 119/219/229 sind insgesamt sieben Exemplare museal erhalten (219 003, 084 und 158 sowie 229 100, 188 und 199), darüber hinaus wurden zwölf Lokomotiven zu einer Tochter von DB Cargo nach Rumänien und Bulgarien abgegeben, wo sie bis zum Jahr 2012 im Güterverkehr eingesetzt wurden.
Vier Lokomotiven der Baureihe 229 wurden gelb lackiert und fanden bei DB Netz als Bauzuglokomotiven Verwendung.
Die 229 147 und 181 waren bis 2013 im Einsatz und wurden danach nicht betriebsfähig abgestellt. Im Frühjahr 2015 wurden die 229 147 und 181 in einer Auktion zum Verkauf angeboten (DB Auktionsnummern 106610 und 106611). Beide kamen seit 2015 bei der Cargo Logistik Rail Service GmbH (CLR) zum Einsatz. Der Ersatzteilspender 229 100 wurde ebenfalls an CLR verkauft. Weiterhin hatte die MEG vier 229 übernommen. Während sich die 229 120 und 173 bis 2014 im Einsatz befanden, waren die 229 184 und 199 als Ersatzteilspender abgestellt. Die 229 199 wurde 2014 als Museumslokomotive in ihre ursprüngliche Farbgebung zurückversetzt, stand jedoch weiterhin als Ersatzteilspender für die beiden aktiven Lokomotiven zur Verfügung. Im Frühjahr 2023 wurden alle vier Maschinen von der InterTourex GmbH aus Aschersleben übernommen. 229 120 und 173 wurden im April 2023 von Schkopau nach Aschersleben überführt. Die beiden anderen Maschinen verbleiben bis auf weiteres an ihren bisherigen Standorten Gera (184) und Weimar (199).
- 219 003-1: DB Museum, Leihgabe an Sächsisches Eisenbahnmuseum Chemnitz
- 219 084-1: DB Museum, Leihgabe an Thüringer Eisenbahn e. V.
- 229 100-3: Cargo Logistik Rail Service GmbH, Möser
- 229 120-1: InterTourex GmbH, Aschersleben
- 229 147-4: Cargo Logistik Rail Service GmbH, Möser
- 219 158-3: DB Museum, Leihgabe an Dampflokfreunde Berlin e. V. (als 119 158-4)
- 229 173-0: InterTourex GmbH, Aschersleben
- 229 181-3: Cargo Logistik Rail Service GmbH, Möser
- 229 184-7: InterTourex GmbH, Leihgabe an Geraer Eisenbahnwelten e. V.
- 229 188-8: DB Museum, Leihgabe an Thüringer Eisenbahn e. V.
- 229 199-5: InterTourex GmbH, Leihgabe an Thüringer Eisenbahn e. V. (als 119 199-8)